# Kubański Batalion Płastuński
Kubański Batalion Płastuński (ros. Кубанский пластунский батальон) – oddział wojskowy Kozaków podczas II wojny światowej
Oddział został sformowany zimą 1942/1943 r. w stanicy Nowo-Titorowskaja. Na jego czele stanął starszina wojskowy M. I. Małowik. Liczebność oddziału wynosiła zaledwie ok. 150 Kozaków. Nie wzięli oni udziału w walkach, lecz, po odwrocie wraz z wojskami niemieckimi na zachód, znaleźli się w marcu 1943 r. w Chersoniu, gdzie na bazie batalionu został utworzony 650-osobowy Mieszany Pułk Kozacki. W kwietniu tego roku wszedł on w skład 1 Kozackiej Dywizji Kawalerii.